# Grupo Elo
Grupo Elo foi uma banda brasileira de música popular brasileira, de temáticas cristãs, formada em 1974. O grupo manteve-se em atividade até 1981.

## História
No início da década de 1970, o maestro Dick Torrans, do Instituto Bíblico Palavra da Vida, reuniu oito jovens e formou um grupo musical. O objetivo era divulgar os ideais cristãos através da música evangélica. Apresentaram-se em praças, ginásios, igrejas, dentre outros espaços públicos. Em junho de 1976, impressionado pelas músicas de Jayro ‘Jairinho’ Trench Gonçalves e Paulo Cezar (membros dos oito), Tim J Schlener (cunhado de Jairinho) gravou pela primeira vez as músicas dos dois. Faltando música para completar a gravação, Tim pediu que eles incluíssem uma música que o grupo da Palavra da Vida cantava por título "Calmo, Sereno e Tranqüilo", autoria Ivã Borges (a única música não de autoria de Jairinho ou de Paulo César na gravação), membro dos oito do grupo Palavra da Vida. O que começou como brincadeira de fim de semana em Atibaia, acabou sendo o LP Calmo, Sereno, Tranquilo (produção de Tim e Jairo), lançamento particular dos dois e o início do futuro da Editora Musical Elo. O LP não foi aceito pela Palavra da Vida em São Paulo, mas finalmente foi lançado pela Editora Musical Elo no fim de 1978.
Por causa de diferenças musicais, Jayro Trench Gonçalves, Paulo Cezar da Silva e Dick Torrans decidiram sair da organização Palavra da Vida e formaram juntos a Editora Musical Elo. O primeiro LP foi lançado em 1977, com o título de Nova Jerusalém. O LP foi de autoria de Jayro Trench Gonçalves, Paulo Cesar da Silva (Grupo Logos) e Dick Torrans, uma produção Dick Torrans e a " Editora Musical Elo" apresentado pelo quarteto Elo, Jayrinho, Paulo, Nancy e Nilma. Em 1978 trabalho no segundo (LP) do grupo com a mesma autoria e cantado pelo Quarteto e mais a Inaye como solista começou e este LP foi lançado em 1979 na programação Geração 79 com o título de Ouvi Dizer. Nesta mesma programação foi lançado pela primeira vez um novo grupo musical que fazia também parte da Editora Musical Elo, Grupo Elo. Os membros deste grupo foram Inaye Gonçalves Schlener (irmã de Jairinho), Jayro Trench Gonçalves, Paulo Cezar da Silva, Reginaldo Santos, Roberto Fernandes de Moraes, José Raul e Tim J. Schlener (norte americano).
Depois disso o Elo lançou mais dois álbuns: Nova Canção e um disco solo de Jayrinho, de título Um Dia. Em janeiro de 1980, o grupo perdeu José Raul, Nilma e Inaye, e ganhou um novo integrante, o argentino Oscar Valdéz.
O Elo se encerrou devido a um acidente automobilístico em 1981, que matou Jayrinho, sua esposa Hélia e seu filho André.
Depois do falecimento de Jayro, os integrantes da banda se separaram e seguiram carreiras distintas. O vocalista e compositor Paulo Cezar fundou o Grupo Logos ainda em 1981, e o mantém até hoje. Outro vocalista, Oscar Valdéz, iniciou carreira solo, também na década de 1980, sendo que ainda canta. O baixista Beto Moraes fundou a banda Estação Luz, já na década de 1990. Baterista do grupo, Tim J. Schlener fundou Elo Media Productions, USA.
Quase 30 anos após o lançamento do último álbum pelo grupo, foi lançado um novo trabalho batizado com o nome de O Ensaio. O disco, remasterizado em 64 bit digital broadband e feito em edição limitada, foi um oferecimento da Elo Media Productions.
Em 2010, a banda lançou o single "É Noite em Belém", e em 2014, o single "Deus Cuidará de Ti", ambos compostos de sessões gravadas na época em que o grupo era ativo.
Em sua existência, o Elo ficou conhecido em todo Brasil e também no exterior. Seus trabalhos foram amplamente divulgados no rádio e até na televisão.

## Integrantes
- Jayrinho - vocais, violão, guitarra, piano, teclado (1974-1981)
- Paulo Cezar - vocal, violão, guitarra (1974-1981)
- Dick Torrans - produção musical, arranjos, teclado (1974-1981)
- Nilma Soares - vocal (1977-1979)
- Nancy Torrans - vocal (1977-1979)
- Tim J. Schlener - bateria (1977-1981)
- Beto Moraes - baixo (1977-1981)
- Oscar Valdéz - guitarra, vocais (1980-1981)
- Reginaldo Santos - guitarra, violão, vocal de apoio (1977-1981)
- Inaye Gonçalves Schlener - vocal (1978-1979)
- José Raul - saxofone e flauta (1977-1979)

Músicos convidados
- Nelson Bomilcar - baixo (Nova Jerusalém)
- Guilherme Kerr - violões (Nova Jerusalém)
- Richard Torrans - teclado (Nova Jerusalém)
- Flávio Barros - bateria (Nova Jerusalém)

## Estilos
A partir do primeiro álbum (Nova Jerusalém) houve grande progresso em termos de produção. Foram utilizados instrumentos modernos como a bateria, o teclado, o baixo e a violão. Nos discos Nova Jerusalém e Ouvi Dizer, o grupo também interpretou grandes clássicos da música cristã, como por exemplo "Mais perto quero estar", de autoria de Fanny Crosby, e "Céu lindo céu", de autoria de Dick Torrans, não tão clássico como "Mais perto quero Estar", mas mesmo assim bem conhecido.
No último disco gravado, Nova Canção, o Grupo Elo mudou bastante o seu estilo musical, tendendo para o de uma banda musical.

## Discografia
Álbuns de estúdio
- 1976: Calmo, Sereno e Tranquilo (LP lançado somente no final do ano de 1978)
- 1977: Nova Jerusalém
- 1978: Ouvi Dizer
- 1980: Nova Canção
- 2008: O Ensaio

Singles
- 2010: "É Noite em Belém"
- 2012: "Santo Lugar" (com Paulo Cezar)
- 2014: "Deus Cuidará de Ti" (com Jayrinho)